# ディズニー・スプリングス
ディズニー・スプリングス (Disney Springs) は、アメリカ合衆国フロリダ州オーランドのウォルト・ディズニー・ワールド・リゾート内にあるショッピングモール。1975年3月22日開業。

## 概要
1975年3月22日に、ディズニー・スプリングスはレイク・ブエナビスタ・ショッピング・ヴィレッジとして開業した。その後1977年にウォルト・ディズニー・ワールド・ヴィレッジ、1989年にディズニー・ヴィレッジ・マーケットプレイス、1997年にダウンタウン・ディズニーと何度も名称が変更され、2015年9月29日に現在のディズニー・スプリングスという名称になった。
ディズニー・スプリングスはウエスト・サイド、ランディング、マーケットプレイス、タウンセンターの4つのエリアに分かれている。この4つのエリアの名称は2013年に発表された、ダウンタウン・ディズニー（当時）の大規模再開発計画の際に名づけられた。なお、この大規模再開発は2016年5月15日のタウンセンターの完成をもって完了し、この計画によって150を超えるテナントが新たに入った。